# James Franklin Wade
James Franklin Wade, né le 14 avril 1843 à Jefferson, dans l'État de l'Ohio aux États-Unis, et décédé le 23 août 1921 dans cette même ville, sert comme général de division des volontaires dans l'armée américaine pendant la guerre hispano-américaine.

## Biographie
Wade nait à Jefferson, dans l'Ohio. Son père, le sénateur Benjamin Wade, est un sénateur républicain radical de l'Ohio pendant la guerre civile, et un critique acerbe du président Abraham Lincoln et de son successeur, Andrew Johnson. Il est l'époux de Clara Lyon. Il meurt le 23 août 1921 à Jefferson, dans l'Ohio et est inhumé au Oakdale Cemetery à Jefferson.
Son oncle, Edward Wade, est un représentant républicain de l'Ohio au Congrès américain.

## Carrière militaire
James Wade officie comme lieutenant au 6e régiment de cavalerie (États-Unis) de l'état de l'Ohio et en accepte le commandement le 24 juin 1861. Il excelle à Beverly Ford sur le fleuve Rappahannock au cours de la bataille de Brandy Station où il obtient une promotion au grade de capitaine le 9 juin 1863 pour services vaillant et méritoire.
Wade est ensuite nommé lieutenant-colonel du 6ème US Colored Cavalry le 1er mai 1864, marquant le début d'une carrière de 23 ans de commandement de cavaliers afro-américains. Le 19 septembre 1864, il est promu au grade de colonel et commandant du régiment. Il reçoit une promotion au grade de major le 19 décembre 1864 pour sa bravoure et service méritoire dans l'action de East Marion, dans le Tennessee. Wade obtient les grades de lieutenant-colonel et de colonel le 13 mars 1865  pour service méritoire pendant la guerre, et celui de général de brigade des volontaires le 13 février 1865 pour sa bravoure lors de la campagne de Virginie Septentrionale.
Le 28 juillet 1866, il est promu au rang de major dans le nouveau 9ème régiment de cavalerie (États-Unis) qui est l'un des régiments "Buffalo Soldier" qui deviennent plus tard célèbres pour leur service sur la frontière puis le major Wade est  lieutenant-colonel dans le 10e régiment de cavalerie le 20 mars 1879.
Wade laisse alors les “Buffalo Soldiers” pour une promotion au grade de colonel dans le 5ème régiment de cavalerie (États-Unis) le 21 avril 1887. Il sert dix ans comme commandant de ce régiment avant sa nomination au grade de général de brigade de l'armée américaine le 26 mai 1897. Wade reçoit le grade de général de division des volontaires le 4 mai 1898. Deux jours plus tard, il prend le commandement du IIIème Corps d'armée au Camp Thomas à Chickamauga en Géorgie. Après l'armistice signé en août, il devient membre du Comité d'évacuation cubain pour superviser le retrait des forces espagnoles de Cuba et Porto Rico.
Wade retourne ensuite dans l'armée régulière et est appelé à la tête du département du Dakota. En 1901, il obtient le ministère de Luçon-sud dans les Philippines, et le 13 avril 1903, il est nommé au grade de  général de division, avec le commandement de la Division des Philippines.
En 1904, il retourne aux États-Unis en tant que commandant de la Division de l'Atlantique à Fort Jay sur Governors Island à New York. Pour son dernier poste, il est responsable de l'ensemble des postes de l'armée américaine et de l'activité est de la rivière Mississippi, jusqu'à sa retraite qu'il prend le 14 avril 1907 après 46 années de service.